# Yisilamu Awat Xiang
Yisilamu Awat Xiang (kinesiska: 依斯拉木阿瓦提乡, 依斯拉木阿瓦提) är en socken i Kina. Den ligger i den autonoma regionen Xinjiang, i den nordvästra delen av landet, omkring 930 kilometer sydväst om regionhuvudstaden Ürümqi.
Genomsnittlig årsnederbörd är 49 millimeter. Den regnigaste månaden är juni, med i genomsnitt 15 mm nederbörd, och den torraste är oktober, med 1 mm nederbörd.